# 拉斐尔·鲁利安
拉斐尔·鲁利安（西班牙語：Rafael Rullán，1952年1月8日—2025年5月4日），西班牙前男子篮球运动员。他曾代表西班牙国家队参加1972年夏季奥林匹克运动会和1974年国际篮联世界锦标赛。